# مبنى تأمين الحياة في نيويورك
مبنى تأمين الحياة بمنهاتن (بالإنجليزية: Manhattan Life Insurance Building)‏ ، هي مبنى للتأمينات الاجتماعية سابقاً تقع في قلب منهاتن في مكان بشارع وول ستريت ، بدأت البناء سنة 1893م، وأنجزت سنة 1894م، لها 18 طابقاً وطولها لا تتعدى 348 متر، أزيلت هذه المبنى عام 1964 أو 1963 .